# Ernst Wiedasch
Ernst August Wiedasch (auch: Ernestus und Ernst Wiedasch oder Ernst Wilhelm Wiedasch * 12. Juli 1791 in Altenburg; † 10. April 1857 in Ilfeld) war ein deutscher Altphilologe und Gymnasiallehrer und -Direktor sowie Übersetzer von Werken des griechischen Dichters Homer und des Pausanias.

## Leben
Ernst August Wiedasch besuchte in seiner Heimatstadt Altenburg das dortige Gymnasium und studierte anschließend Philologie an der Universität Jena sowie an der Universität Leipzig.
Nach seinem Studium wurde Wiedasch zunächst als Privatlehrer in Neuwied und Koblenz tätig, bevor er dann eine Stellung als Hilfslehrer am Jesuitenkollegium Koblenz antrat.
Ab 1817 arbeitete Wiedasch als Gymnasialprofessor in Wetzlar am dortigen Königlich Preußischen Gymnasium zu Wetzlar, wo er bis Herbst 1833 tätig war. Wiedaschs Sohn Wilhelm Wiedasch war bereits im Jahr 1821 in Wetzlar geboren worden.
Im Jahr 1835 nahm Ernst Wiedasch eine Stellung als Lehrer an am Pädagogium Ilfeld an, zu dessen Direktor er 1853 berufen wurde.

## Schriften (Auswahl)
- Beschreibung des Tempels zu Olympia, der Bildsäule des Zeus und seines Thrones daselbst, übers. aus Pausanias, 10 Seiten, Wetzlar, 1825
- Beschreibung von Hellas, aus dem Griechischen übersetzt und mit Anmerkungen erläutert von Ernst Wiedasch, in der Reihe Pausianas. Sammlung der Griechischen Klassiker in einer neuen teutschen Übersetzung und mit kurzen Anmerkungen, Bd. 1–5, München: E. A. Fleischmann, 1826–1833
- Paedagogii regii Ilfeldensis examina solemnia diebus XIII. et XIV. M. Martii MDCCCXLV celebranda, indicit Ernestus Wiedasch, Stolbergae: Hoffmann, 1845; Digitalisat über Google-Bücher
- Homer’s Ilias; Odyssee im Versmass der Urschrift übersetzt. Metzler, Stuttgart 1852.
- Verzeichniß sämmtlicher Zöglinge des Pädagogiums zu Ilfeld seit seiner Gründung, Programm des Königlichen Pädagogiums zu Ilfeld, Königliches Pädagogium zu Ilfeld, 121 Seiten, Nordhausen: Kirchner, 1853
- Gesetze und Einrichtungen des Königlichen Pädagogiums, nebst einem Vorwort, Programm de Pädagogiums zu Ilfeld, Nordhausen 1856